# جرمی بتانگور
جرمی بتانگور (انگلیسی: Jeremy Betancor؛ زادهٔ ۱۰ سپتامبر ۱۹۹۸) بازیکن فوتبال اهل اسپانیا است.
از باشگاه‌هایی که در آن بازی کرده‌است می‌توان به باشگاه فوتبال لاس پالماس اشاره کرد.